# 오사장행도지휘사사

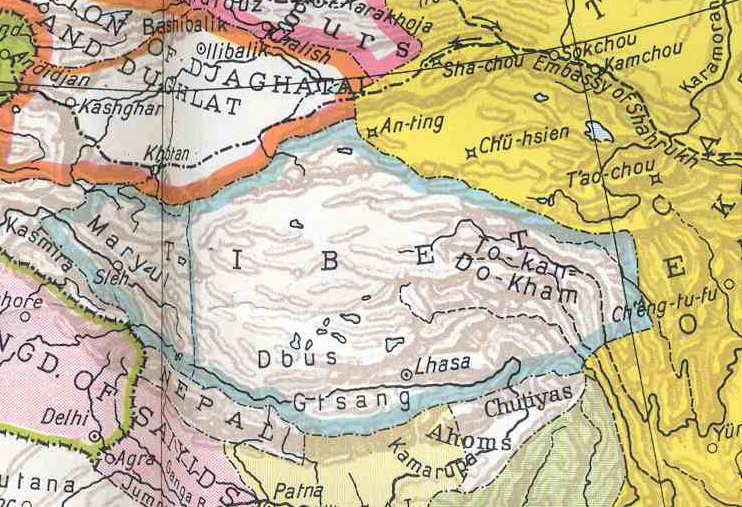
오사장행도지휘사사의 범위

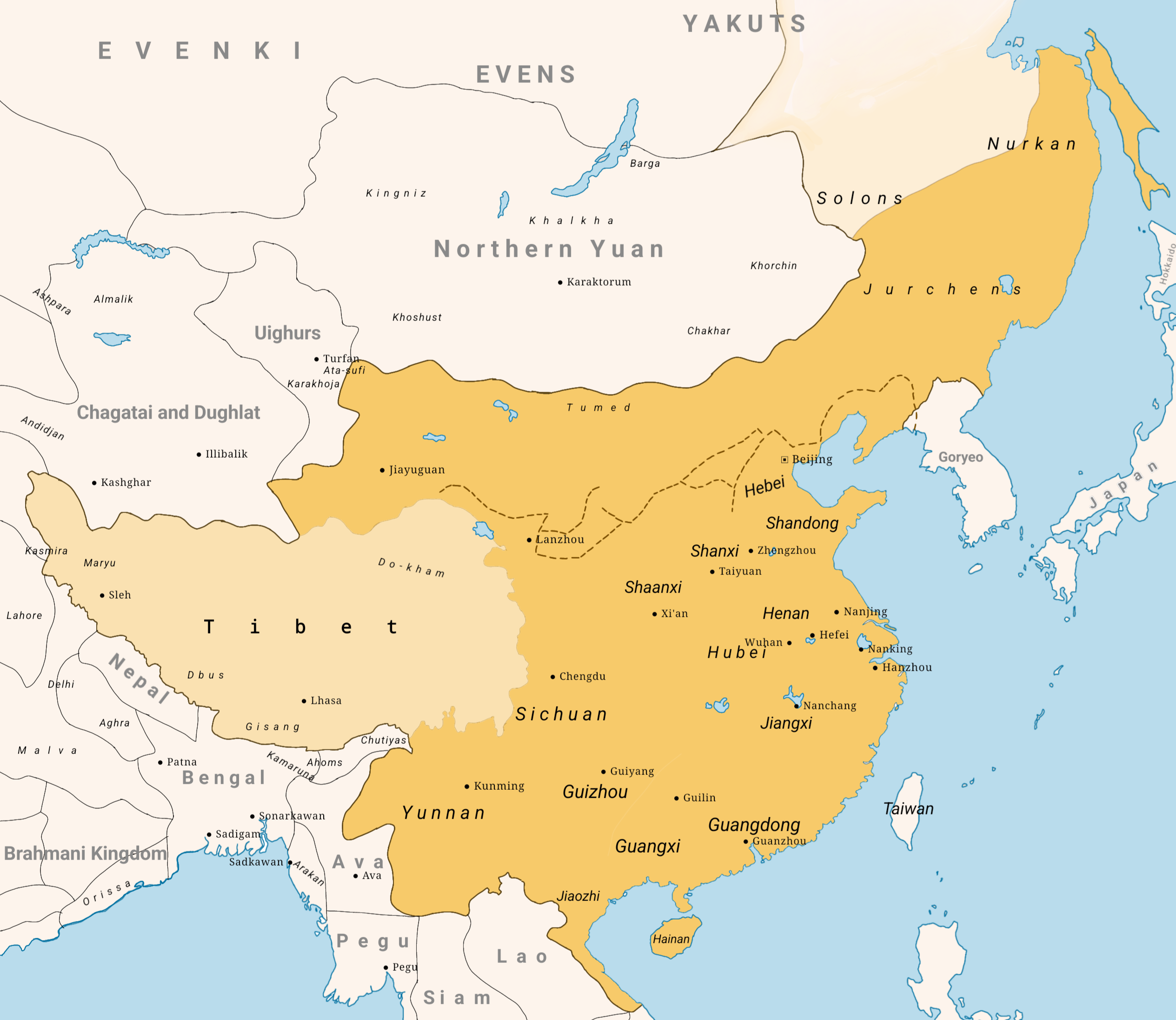
영락제 시기의 명나라 지도. 티베트 지역이 영향권으로 칠해져 있는 것이 보인다

오사장행도지휘사사(중국어: 烏思藏行都指揮使司), 통칭 오사장도사(烏思藏都司)는 청해-티베트고원 중서부 방면에 설치되었던 명나라의 군정 행정구역이다. 6법왕봉지(六法王封地) 3행도지휘사(三行都指挥使司), 1군민원수부(一軍民元帅府), 5만호부(五万戶府), 2천호소(二千戶所)를 총괄하였다. 범위는 대부분의 티베트 지역과 인도 북동부, 부탄 일부 지역을 포함하고 있었다.
그러나 이러한 행정구역은 명목상에 불과했고, 실제로 명나라가 티베트 지역에 직접적인 영향력을 끼친 적은 거의 없었다. 오사장행도지휘사사는 가정제 이후로 북방의 유목민족과 남방의 왜구의 위협이 심화되면서 1446년에 폐지되었다.

## 같이 보기
- 누르간도지휘사사
- 타감행도지휘사사